# 多楽島

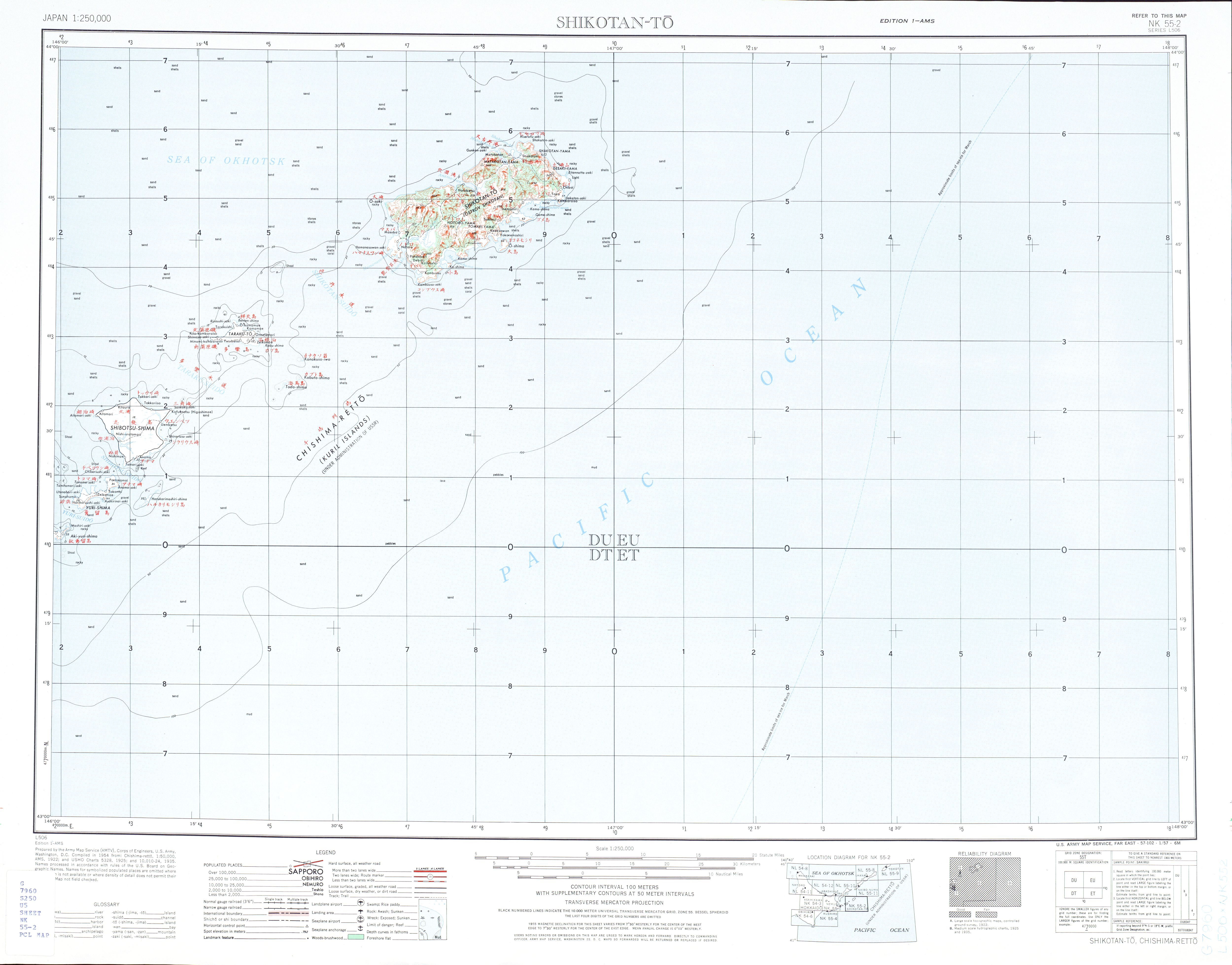
昭和29年の色丹島・歯舞群島（多楽島・海馬島・志発島・春苅茂尻島・勇留島・秋勇留島）

多楽島（たらくとう）は、歯舞群島の島の一つである。多羅久島と表記される場合もある。ロシア名はパロンスキー島 (Остров Полонского)、英語表記はPolonskogo。
地名の由来は、アイヌ語の「トララ・ウク（皮紐・取る→皮紐を取る島）」が「トラク」に変化したことから。
かつてアイヌはアザラシの皮を割いて皮紐にしており、本島の北にある「トカリウシ（アザラシが多い所）」が島の名前と関連付けている。

## 地理
歯舞群島の中で最も北に位置し、最高部でも海抜30メートルであり、地形は平坦である。樹木の植生はほとんどない。戦前の人口は231世帯、1,457名。良港を有しないことから昆布漁を始めとする海藻採取が中心であった。牛馬の放牧も年中行われていた。

## 歴史
江戸時代には「周囲は5里14丁ほどで、平らだが中程は少し高い。柏の小木があるという。海岸は岩がちで、海産物が豊富なためアイヌが小屋を建てて、遅い時期までニシンを採っている」との記録がある。
- 1799年、ネモロ（根室）とアッケシ（厚岸）両場所のアイヌが立会い、秋勇留島などとともに双方の入会地となった[2]。
  - 明治時代からは珸瑶瑁村の一部となり、後に歯舞村に属した。
- 1945年、ソ連軍が侵攻し、占領。
- 1959年、日本側は根室市の一部に編入する。
- 1991年、ソビエト連邦の崩壊後に成立したロシア連邦が実効支配を継承。

日本は領有権を主張しているが、現在もロシア連邦の占領・実効支配下にあり、ロシア沿岸警備隊が常駐している。戦後から現在まで無人島であると思われたが、2009年にロシア人が2007年から在住していることが判明した。
当該地域の領有権に関する詳細は千島列島及び北方領土の項目を、現状に関してはサハリン州の項目を参照。